# Texto descriptivo
El texto descriptivo es aquel que define algún tema, y consiste en representar con palabras el aspecto o apariencia de una persona, animal, objeto, paisaje, lugar, cosa, situación, etc.
La descripción puede ser: subjetiva , literaria, estática,  dinámica, objetiva o técnica.
Es objetiva cuando se atiene a la realidad de lo que se representa y se realiza de una manera impersonal o según un punto de vista general e inespecífico.
Es subjetiva cuando se escoge una visión o punto de vista personal y concreto para hacerla, seleccionando los  rasgos que más se ajustan a él, interviniendo los pensamientos y sentimientos de quien describe. 
Para la descripción técnica es importante que sea objetiva y para la descripción literaria es más corriente la segunda. Ello se debe a que la objetividad científica exige en el primer caso que la información no sea distorsionada; no se pretende agradar (se usa un lenguaje frío y repetitivo) y utiliza tecnicismos y términos monosémicos. En la descripción literaria se da lo opuesto: prima la subjetividad del autor y el uso de palabras con la función estética de agradar, por lo que el lenguaje tiene cierto ritmo y cierto ornato o barniz retórico.
Descripción estática es la que se refiere a objetos, lugares o situaciones que no presentan cambios y en ella predominan los verbos de estado: ser, estar.
Descripción dinámica es la referida a procesos, en estos casos predominan los verbos referidos a movimientos: alejarse, reducirse, moverse, acercarse, etc.

## Géneros literarios
Géneros literarios menores que la utilizan son la ecfrasis (descripción de una escena representada en un objeto artístico: un friso, un bajorrelieve, un cuadro), la hipotiposis (descripción muy vívida y visual de algo como si se tuviera delante), la prosopografía (descripción física de una persona), la etopeya (descripción de las cualidades morales y psicológicas y de las costumbres de una persona), el retrato (combinación de prosopografía y etopeya), el autorretrato (retrato de sí mismo que realiza el propio autor), la caricatura (prosopografía que deforma o exagera los rasgos de la persona con intención cómica o burlesca), el paisaje (descripción de un panorama), la topografía (descripción física de los accidentes geográficos de un lugar), la memoria (descripción de cómo se han preparado y realizado unas actividades concretas y una propuesta de mejora para otra vez), etcétera. En el diario suelen describirse los hechos a los que uno ha asistido. En la poesía lírica se suelen también describir sentimientos y vivencias.

## Rasgos lingüísticos
Los rasgos lingüísticos de que suele hacer gala el texto descriptivo son los siguientes:
- 1. Dominan las oraciones enunciativas y atributivas: "Era un hombre alto y cetrino. Parecía feliz."

- 2. Abundancia de sustantivos o sintagmas nominales, aposiciones, adjetivos o construcciones equivalentes (sintagmas adjetivos, construcciones preposicionales, oraciones subordinadas adjetivas): "El arbusto del laurel es de un verde muy oscuro y de hojarasca bastante densa; las hojas son persistentes, simples y lanceoladas. En su tronco, que es el soporte del árbol, se aprecian varias partes".
- 3. Los tiempos dominantes son el presente o el pretérito imperfecto de indicativo, por la ausencia del paso del tiempo: "La porcelana es un material cerámico producido de forma artesanal o industrial y tradicionalmente blanco, compacto, frágil, duro, translúcido, impermeable, resonante, de baja elasticidad y altamente resistente al ataque químico y al choque térmico, y se utiliza para fabricar los diversos componentes de las vajillas (excluyendo la cubertería) y para jarrones, lámparas, esculturas y elementos ornamentales y decorativos". "Era una persona encerrada en sí misma, que solía pasear sola por el parque".
- 4. Uso de complementos circunstanciales de lugar, tiempo y modo, para situar lo descrito y el orden: "A lo lejos se distinguen nítidamente las cumbres de los Pirineos; por la tarde, apenas se aprecian sus contornos".
- 5. Se usan verbos de naturaleza, estado o pertenencia: "El llamado lince africano (Caracal caracal), es un mamífero que pertenece al género felino y habita en África y gran parte de Asia Central y Occidental".
- 6. Uso de enumeraciones, comparaciones, metáforas y personificaciones.
- 7. Predominio de elementos espaciales o relacionados con el espacio como elemento estructurador. Abundantes adverbios y conectores espaciales, especialmente deícticos y anafóricos.

Para la descripción objetiva, que suele ser científica y especializada, suele usarse la 3.ª persona y adjetivos especificativos y descriptivos, y el uso de adjetivos, presente atemporal y tecnicismos. 
Para la descripción subjetiva, que suele ser literaria, la 1.ª persona y oraciones exclamativas, así como el uso de adjetivos valorativos y recursos expresivos.